# Мадонна з Немовлям, святим єпископом, Іваном Хрестителем і ангелами
«Мадо́нна з Немовля́м, святи́м єпи́скопом, Іва́ном Хрести́телем і а́нгелами» — двобічна картина італійського художника епохи Раннього Відродження Антоніо да Фіренце із зібрання Ермітажу.
Картина, написана на дерев'яній дошці, є двобічною хоругвою, яку виносили під час хресних ходів та інших релігійних процесій, вона містить чотири сюжети.

## Лицьова сторона
Лицьова сторона: «Мадонна з Немовлям, святим єпископом, Іваном Хрестителем і ангелами», у пінаклі — «Благословляючий Христос в оточенні серафимів».
На німбі Марії зроблено напис AVE MARIA GRATIA (Радуйся, Маріє Благодатна. — Лк. 1:28), на німбі Івана Хрестителя написано S IOVANES BAT (св. Іван Хрест.). Сувій у руках Івана гласить ESSE AGNU(s) (Се агне(ць). — Ів. 1:29,36). На підніжжі трону Мадонни є підпис художника: ANTONIVS DEFLOR(E)NTIA.
На німбі єпископа написано S. VS…PIS — частина напису, прихована єпископською митрою, розшифровці не піддається. Існує кілька версій ідентифікації єпископа. За однією з них це святий Ліберій Равеннський, можливо це святий Зіновій Флорентійський. Найімовірнішим є прочитання напису як Медардо, це ім'я французького святого, чий культ набув поширення в Італії; головним аргументом на користь цієї версії вважають зображення в руках єпископа вежі з відчиненими дверима — це атрибут святого Медарда Нуайонського. Проте ця версія викликає серйозні заперечення: зазвичай святого Медарда зображують із напіввідкритим ротом, так, що видно зуби, та зі серцем, що символізує його милосердя — на картині губи святого єпископа щільно стиснуті, а серце відсутнє.

## Зворотний бік
Зворотний бік: «Розп'яття з Марією, євангелістом Іваном та двома ченцями», у пінаклі — «Благовіщення».
На сувої, прибитому до верхнього краю хреста, накреслено абревіатуру I.N.R.I., скорочення від Iesus Nazarenus Rex Iudaeorum (Ісус Назорейський, Цар Юдейський — Ів. 19:19). На німбі Марії написано VIRGO MARIA (Діва Марія), на німбі Івана — IOVANES VANG (Іван Єванг(еліст)). У сцені «Благовіщення» на золотому тлі напис AVE MARIA GRATIA PLENA (Радуйся, Маріє Благодатна… — Лк. 1:28).
Двох ченців, що самобичуються, в білому одязі ідентифікують як членів ордену капуцинів.

## Питання авторства

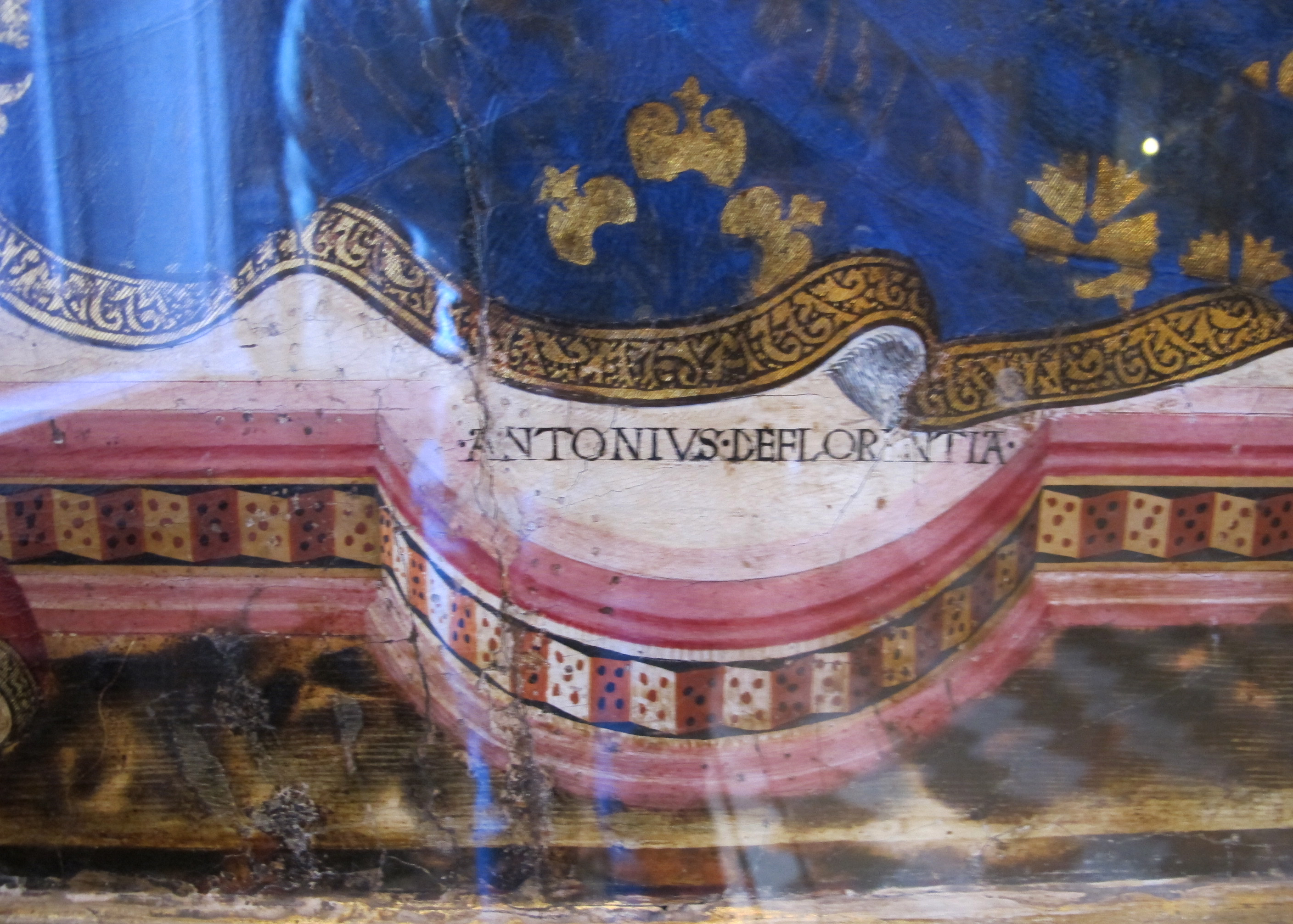
Фрагмент картини (лицьова сторона) з підписом художника

Картину створено близько 1450 року. Попри наявність підпису художника, авторство картини також до кінця не з'ясовано — було кілька художників з таким ім'ям. Один з них жив і працював наприкінці XV—XVI століття і помер близько 1506; відомо, що 1472 року він переїхав із Флоренції до Венеції і працював у північно-італійських містах. Ще один художник, навпаки, в середині XV століття приїхав з Венеції до Флоренції і працював як мозаїст, причому йому приписують одну з мозаїк у соборі Святого Марка у Венеції, датовану 1458 роком. З ім'ям Антоніо да Фіренце також ототожнюють художників Антоніо ді Якопо, згаданого в документах 1415—1442 років, і Антоніо ді Доменіко ді Нері (бл. 1415 — до 1504), відомого як флорентієць, який проживав в Анконі. Однак надати перевагу будь-якій з версій неможливо. Точно встановлено, що крім ермітажної роботи цьому ж художнику належить триптих із зібрання Беренсона, що походив з вілли Таті в Сеттиньяно, і, можливо, мініатюра із зображенням розп'яття, що зберігається в музеї Анкони.

## Провенанс
Ранню історію картини не з'ясовано, вважалося, що вона перебувала в церкві Сан Джованні Баттіста (церква Святого Іоанна Хрестителя) в Арчевії. Святим покровителем цього містечка вважають сятого Медарда Нуайонського, на цьому й ґрунтувалася одна з версій ідентифікації єпископа на картині. В одній зі своїх поїздок Італією картину придбав М. П. Боткін, у його колекції вона числилася до 1936 року, хоча ще 1914 року, після смерті Боткіна, його дружина передала її зі всією колекцією на зберігання до Російського музею (Санкт-Петербург). 1936 року за посередництвом Ленінградської державної закупівельної комісії картину передано в Ермітаж. Виставляється в будівлі Великого (Старого) Ермітажу в залі 207 у особливій двобічній вітрині з окремим мікрокліматом.

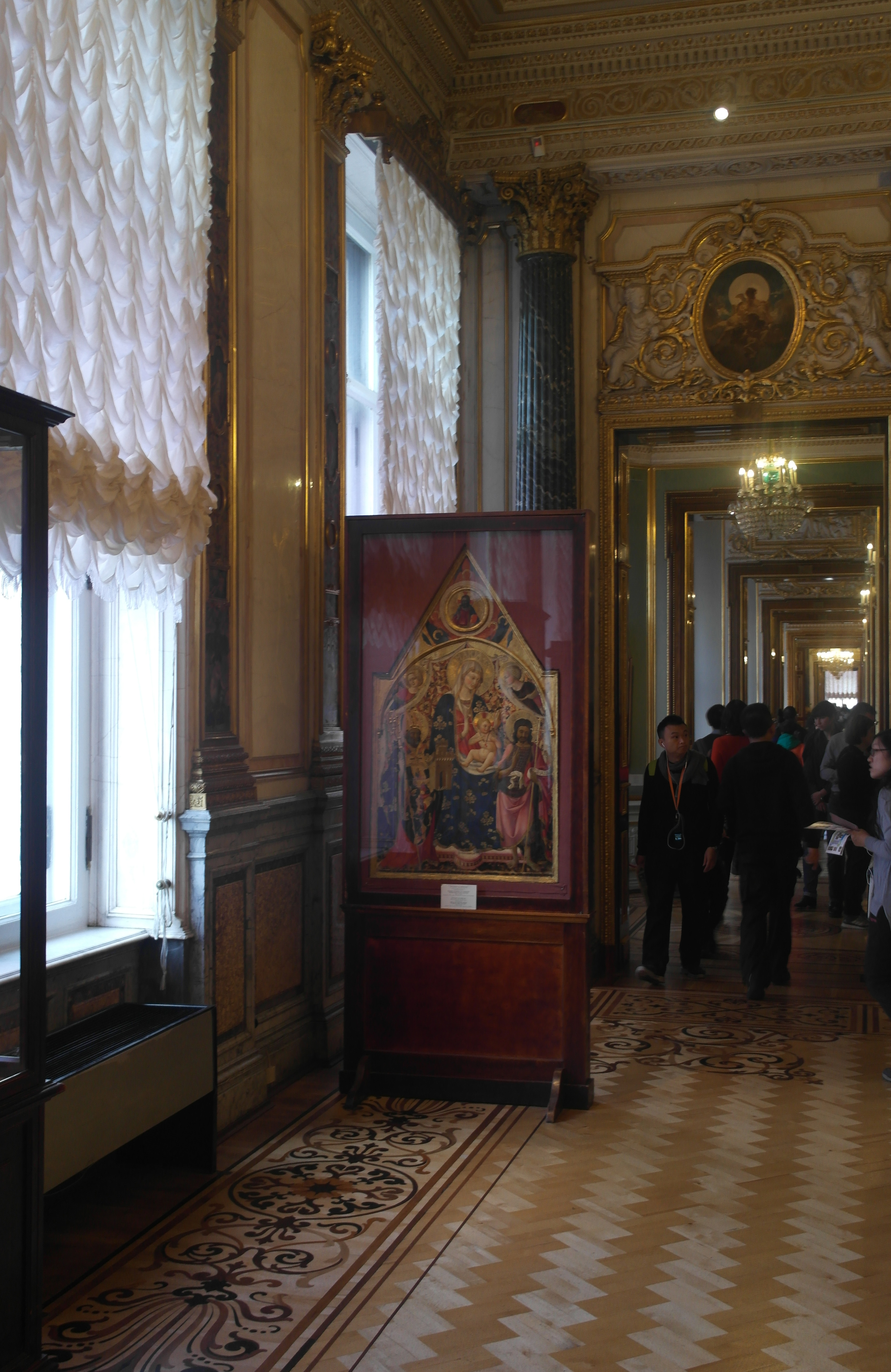
Картина в залі 207 Великого Ермітажу
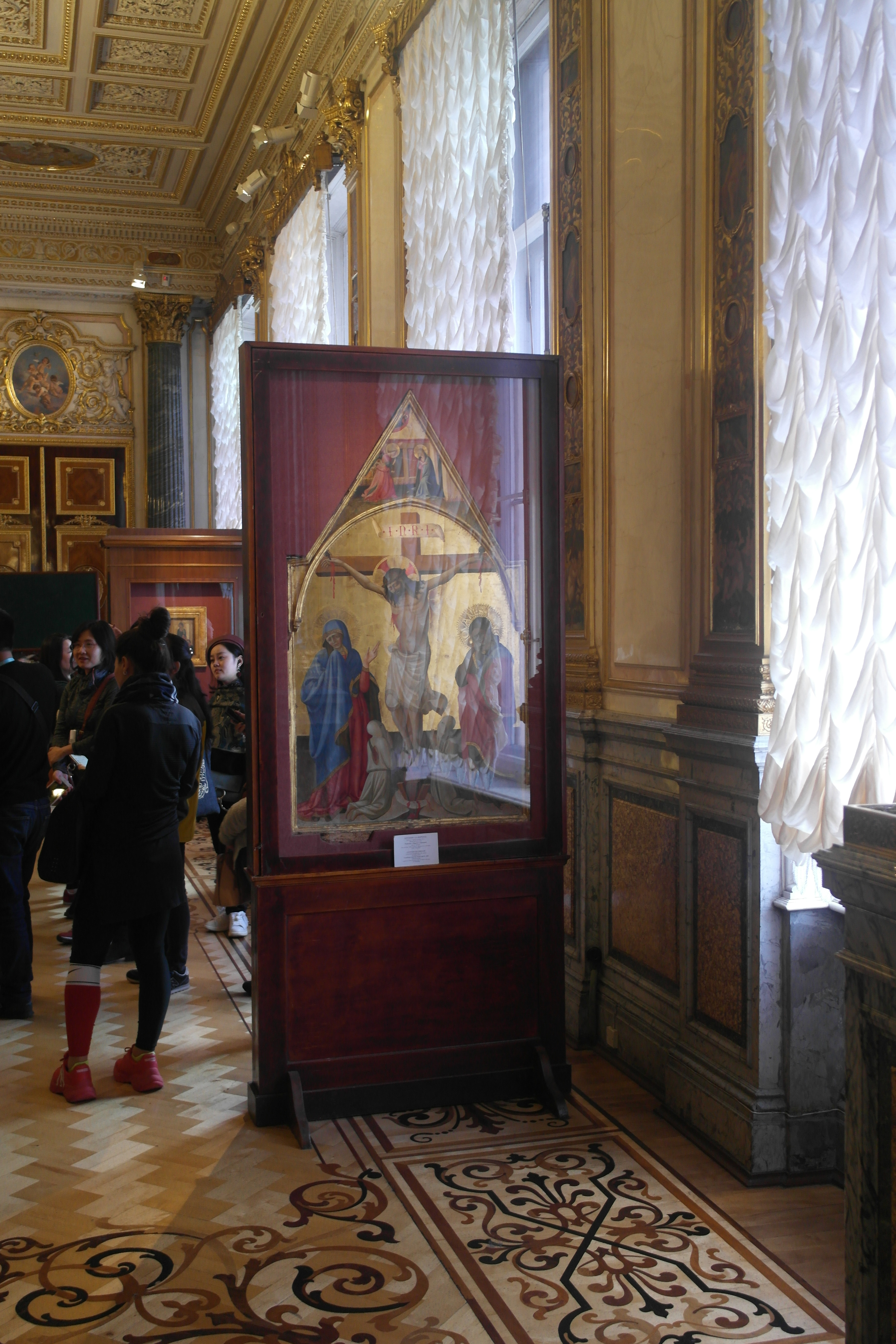
Зворотний бік картини